# CPN Radio
CPN Radio (por sus siglas Cadena Peruana de Noticias) fue una emisora de radio peruana de cobertura nacional.

## Historia
Fue fundada el 11 de junio de 1996 en reemplazo de Radio Antena 1, emisora que fue confiscada por el régimen fujimorista tras el autogolpe de 1992. Estuvo al cargo de Gilberto Hume, conocido productor de otros medios como Willax y Canal N. Se emitió en frecuencias AM, FM y satelital, y cumplió su rol de opositora al gobierno de Alberto Fujimori. Además, incluyó en su programación contenido musical a cargo de Roy Rivasplata.
En 1998 CPN fue comprada por la empresa Cantabria, dueña del diario Gestión. A principios de la década de 2000, se convirtió en el principal competidor de RPP debido a su alianza con Frecuencia Latina Televisión. Sin embargo, su posición decayó a principios de la siguiente década. También colaboró con Terra para publicar contenido en su sitio web, que, posteriormente estableció su propio servidor para ofrecer servicios de transmisión en línea. La periodista Zenaida Solís dirigió la emisora hasta 2003.
En 2005 se anunció su reestructuración en a programación que incluyeron a varias figuras de la televisión a cargo del veterano director Alberto Ku King. Presentaron a Susan León y María Teresa Braschi en la programación matutina radial, como también a Yvonne Frayssinet y Marcelo Oxenford en la nocturna. Años después, en 2008, la emisora contrató a otras figuras como Fernando Armas, Román Gámez, Carlos Cornejo y Eddie Fleischman; además de Mónica Cabrejos y Patricia Salinas en la sección de entretenimiento.
Luego de la venta del diario Gestión al Grupo El Comercio, la radio permaneció operando bajo Producciones Cantabria, con la dirección periodística de Álvaro Ugaz. En 2010, Hugo Salazar Díaz (exgerente general de Z Rock & Pop y Radio A) adquirió la emisora y, al poco tiempo, cambió su programación: la estación eliminó todos los programas de corte generalista y de entretenimiento y mantuvo los espacios de noticias y deportes. En su lugar se dedicó a distribuirse equitativamente entre noticias y deportes. Finalmente, debido a los problemas económicos y un éxodo de periodistas de la anterior gestión, no pudo conseguir un solvente. A raíz de estas circunstancias, se vio obligada a dejar de emitir en 2011 y fue reemplazada por una estación de música romántica llamada Radio Amor 90.5 FM, después la frecuencia en Lima y sus filiales en provincia fueron adquiridas por el Grupo RPP para crear una emisora de música juvenil llamada La Zona.

## Eslóganes

#### CPN Radio 90.5 y 1470
- 1996-2008: Información al instante
- 2008-2010: Te escuchamos, te servimos
- 2010-2011: Primeros con la verdad
- 2011: Contigo en la cancha

#### CPN Radio Online
- 2011-presente: La voz confiable del Perú en Internet

## Frecuencias anteriores (1996-2011)
- Abancay - 93.9 FM (actualmente Radio La Zona)
- Andahuaylas - 97.7 FM (anteriormente Radio Felicidad, actualmente Radio Oxígeno)
- Arequipa - 95.9 FM / 1140 AM (anteriormente Radio La Mega en FM y Radio Capital en FM y AM, Radio Felicidad y Radio Oxígeno Classics en AM, actualmente Radio La Zona en FM y Radio MegaMix en AM)
- Asia - 105.1 FM (anteriormente Radio Oxígeno, actualmente Radio La Zona)
- Ayacucho - 104.9 FM (actualmente Radio Super Stereo)
- Bagua Grande - 97.7 FM (anteriormente Radio La Zona, actualmente Radio Felicidad)
- Cajamarca - 99.3 FM (actualmente Radio La Zona)
- Camaná - 93.3 FM (anteriormente Radio Ribereña, actualmente Radio La Kalle)
- Celendín - 99.7 FM (anteriormente Radio Felicidad, actualmente Radio La Zona)
- Cerro de Pasco – 90.3 FM (anteriormente Radio Felicidad, actualmente Radio La Zona)
- Chachapoyas - 97.5 FM (actualmente Radio La Zona)
- Chiclayo - 102.3 FM (anteriormente Radio La Mega, actualmente Radio La Zona)
- Chimbote - 103.5 FM (anteriormente Radio La Mega, actualmente Radio La Zona)
- Comas - 99.5 FM (anteriormente RPP Noticias, actualmente Radio La Zona)
- Cusco - 106.5 FM (anteriormente Radio La Mega y Radio Capital, actualmente Radio La Zona)
- Huancavelica - 97.9 FM (anteriormente Radio Oxígeno y Radio Felicidad, actualmente Radio La Zona)
- Huacho - 92.7 FM (anteriormente Radio Felicidad y Radio Corazón, actualmente reemplazada por Radio La Zona del Grupo RPP)
- Huánuco - 106.3 FM (actualmente Radio La Zona)
- Huancayo - 103.1 FM (anteriormente Radio La Mega, Radio Capital, Radio La Zona y Studio 92, actualmente Radio MegaMix)
- Huaraz - 88.7 FM (anteriormente Studio 92 y Radio Oxígeno, actualmente Radio Exitosa)
- Ica - 99.3 FM (actualmente Radio La Zona)
- Ilo – 107.7 FM (anteriormente Radio Oxígeno, actualmente Radio La Zona)
- Iquitos - 90.1 FM (actualmente Radio La Zona)
- La Merced - 89.7 FM (actualmente Radio La Zona)
- Lima - 90.5 FM / 1470 AM (anteriormente Radio Capital, Vaughan Radio, Radio Felicidad FM y Radio Oxígeno Classics en AM, actualmente Radio La Zona en FM y Radio MegaMix en AM)
- Jaén - 103.7 FM (anteriormente Radio Felicidad y Radio Corazón, actualmente Radio La Zona)
- Juliaca - 96.5 FM (actualmente Radio La Zona)
- Quillabamba - 89.1 FM (anteriormente Radio La Zona, actualmente RPP Noticias)
- Mollendo - 90.7 FM (actualmente Radio La Zona)
- Moyobamba - 97.5 FM (actualmente Radio La Zona)
- Moquegua - 98.1 FM (anteriormente Studio 92, actualmente Radio La Zona)
- Nazca - 91.9 FM (anteriormente Radio Felicidad, actualmente Radio La Zona)
- Piura - 98.7 FM (actualmente Radio La Zona)
- Pucallpa - 90.5 FM (actualmente Radio La Zona)
- Puerto Maldonado - 98.5 FM (anteriormente Radio La Zona, actualmente RPP Noticias)
- Sullana - 102.9 FM (anteriormente Studio 92, actualmente Radio MegaMix)
- Tacna - 88.9 FM (anteriormente Radio Felicidad, actualmente Radio La Zona)
- Talara – 92.1 FM (anteriormente Radio Felicidad, actualmente Radio La Zona)
- Tarma – 92.5 FM (anteriormente Radio Felicidad, actualmente Radio La Zona)
- Tingo Maria - 104.5 FM (actualmente Radio La Zona)
- Trujillo - 107.5 FM (actualmente Radio La Zona)
- Urubamba - 106.1 FM (anteriormente Radio Felicidad, actualmente Radio La Zona)
- Oxapampa - 99.1 FM (actualmente Radio La Zona)
- Yurimaguas - 100.7 FM (actualmente Radio La Zona)